# 坦噶尼喀
坦噶尼喀（斯瓦希里语：Tanganyika）现为坦桑尼亚的非洲大陆部分，位于临近印度洋的东非地带。境内有非洲最大的三个湖泊：维多利亚湖、马拉维湖与坦噶尼喀湖。曾为德屬東非的主体部分。第一次世界大战结束后，根据《凡尔赛和约》，坦噶尼喀成为大英帝国託管地，并于1922年得到國際聯盟确认。1961年12月9日，坦噶尼喀独立为英聯邦王國。1962年12月9日，坦噶尼喀共和国成立。1964年4月26日，坦噶尼喀与桑给巴尔人民共和国合并为“坦噶尼喀和桑给巴尔联合共和国”；同年10月29日，改名为坦桑尼亚联合共和国。